# Favartia alveata
Favartia alveata är en snäckart som först beskrevs av Kiener 1842.  Favartia alveata ingår i släktet Favartia och familjen purpursnäckor. Inga underarter finns listade i Catalogue of Life.